# La Télévision, œil de demain
La Télévision, œil de demain (dt. Das Fernsehen von morgen) ist ein französischer Kurzdokumentarfilm unter der Regie von J. K. Raymond-Millet (1902–1974) aus dem Jahr 1947.

## Handlung
Eine junge Tänzerin macht sich in ihrer Garderobe für ihren Fernsehauftritt fertig. Während sie mit ihrem Tanzpartner einen Flamenco tanzt, sind die Kameras für eine Aufzeichnung auf sie gerichtet. Ein Sprecher erklärt den Aufbau der Filmkamera und der Zuschauer kann in die Kamera hinein- und die einzelnen Bauteile sehen. Ebenso gibt es einen Blick in die Elektronik, die im Stativ solcher Kameras untergebracht ist. Die Kameras sind mit drei Rollen versehen und können so im Studio in andere Positionen gebracht werden. Ein Kameramann verfolgt das Gefilmte in seinem Monitor während ein Techniker die Beleuchtung ausrichtet und justiert. Über Kabel werden die Bilder in den Regieraum übertragen, wo sie per Regelpult passend „zugeschnitten“ werden und der Regisseur Kommandos an die Kameraleute gibt, welche Kamera in welcher Position agieren soll. Sobald die Aufnahmen Im „Kasten sind“ werden sie zur Ausstrahlung freigegeben. Dazu werden Aufnahmen vom Eiffelturm eingearbeitet, an der die aufnehmende Kamera sich von unten an dem Stahlkonstrukt nach oben bewegt. Die Kamera wird auch in das „Innere“ das Eiffelturms gerichtet, wo in kleinen Geschäften Souvenirs angeboten werden. Oben angekommen geht der Blick auf die Sendeanlage, die am Ende des Eiffelturms installiert ist. Von hier aus wechselt die Szenerie zum Zuschauer, der daheim am Fernsehgerät die gerade ausgestrahlte Sendung verfolgt. Dabei ist es sogar möglich in die weite Welt „zu sehen“ und sogar bis in den Weltraum. Damit hat sich der Große Wunsch erfüllt Sendung nicht nur akustisch im Radio zu erleben, sondern sie in echten belebten Bildern zu genießen. Zur Verdeutlichung werden Aufnahmen von Radiosprechern gezeigt, die vor einem Mikrofon Hörspiele produzieren.
Mit den Worten des Sprechers: „Haben Sie schon einmal darüber nachgedacht, was fortan alles möglich ist?“ wechselt die Szenerie zu Visionen in der Zukunft, wo man sich wünscht beim Telefonieren seinen Gesprächspartner auch zu sehen. Das Fernsehen könnte in Form von Bildtelefonen die Zwei-Wege-Kommunikation ermöglichen und zuweilen intimste Anblicke bieten, wenn die junge Frau, die aus der Dusche tritt, vergessen hat, ihre Telefonkamera auszuschalten. Kameras in den Städten könnten auch zur Aufrechterhaltung von Ordnung und Sicherheit helfen. Fiktional bietet ein Detektiv durch Überwachungskameras auf einem Flughafen seinem Klienten die Möglichkeit sich von den Aktivitäten der überwachten Person selbst zu überzeugen. Ähnlich lässt sich ein Tourist im Reisebüro per Außenkamera die Sehenswürdigkeiten der Stadt und potentiellen Reisezielen im bewegten Bild zeigen. 
Allerdings könnten die neuen Möglichkeiten auch Verwirrung und Missbrauch hervorrufen. Beim Betrachten von Winterbildern beginnt der Kunde im Reisebüro sogar zu niesen und schwitzt wiederum bei Bildern aus warmen Ländern. Mittlerweile besitzen die Menschen mobile Geräte, die es ihnen ermöglicht sogar unterwegs fern zusehen. Selbst in Autos sind sie schon eingebaut, wobei der Fahrer sich schon bald so ablenken lässt und einen Unfall produziert, weil er gerade eine Sendung mit den neuesten Autounfallstatistiken sieht. Der Film endet mit Bildern, die, erzeugt durch die schlechte Abstimmung des Fernsehers, plötzlich hologrammartig in der Wohnung des Nachbarn auftauchen.

## Hintergrund
Die Dreharbeiten erfolgten in Paris:

## Rezeption
Inspiriert von einem Essay von René Barjavel skizziert der Dokumentarfilm auf zum Teil humoristische Weise die mögliche Entwicklung des Fernsehers zu einem transportablen Taschenformat und wie der Mensch mit dem Objekt interagieren wird.
Heute werden Parallelen zwischen dem im Dokumentarfilm beschriebenen Objekt und Smartphones und Tablets gezogen.
„Raymond-Millet, kombiniert Dokumentar- und Science-Fiction-Sequenzen, da es gleichzeitig eine Darstellung des Fernsehens im Nachkriegsfrankreich sowie fantasievolle Spekulationen über die zukünftige Entwicklung des Mediums bietet.“
Anne-Katrin Weber schrieb auf /necsus-ejms.org: „Während Raymond-Millets Arbeit heute praktisch vergessen ist, hat sein ‚Télévision: Oeil de demain‘ einige Aufmerksamkeit in Blogs und Internetforen erhalten, wo der Film dafür gelobt wurde, dass er ‚unsere Gegenwart vorhersagt‘, da er zeigt, wie ein Kommentator es ausdrückte, dass ‚Vor 60 Jahren gab es bereits Smartphones‘.“ „Der Film hebt aber auch die Neuartigkeit des Fernsehens hervor, die durch die Außergewöhnlichkeit der Geräte unterstrichen wird: Seine Inszenierung und Erzählung verleihen dem Fernsehen die Rolle eines gleichzeitig verfügbaren undaußergewöhnliches Medium und inszenierte mit seiner vielgestaltigen Maschinerie das televisuelle Objekt als Index technologischer und wissenschaftlicher Modernität und Fortschritt.“
Bei integrales-productions.com hieß es: „Dieser Kurzfilm von Raymond Millet aus dem Jahr 1947, der auf der INA-Website verfügbar ist und von der Le Geek C'est chic-Website entdeckt wurde, ist eine erstaunliche Vorahnung der heutigen Gesellschaft.“